# Ров (посёлок)
Ров — посёлок Мачинского сельсовета Тамалинского района Пензенской области. На 1 января 2004 года — 3 хозяйства, 6 жителей.

## География
Посёлок расположен на северо-востоке Тамалинского района, в 1 км к западу от села Плетнёвка. Расстояние до центра сельсовета деревни Санниковка — 10 км, расстояние до районного центра пгт. Тамала — 36 км.

## История
По исследованиям историка — краеведа Полубоярова М. С., посёлок образован в первой четверти XX века. В 1939 году — в Плетнёвском сельсовете, в 1955 году — в составе Плетнёвского сельсовета Свищёвского района, в 1966 году — Плетнёвского сельсовета Тамалинского района. До 2010 года — входил в Григорьевский сельсовет. Согласно Закону Пензенской области № 1992-ЗПО от 22 декабря 2010 года передан в Мачинский сельский совет.
В 50-х годах XX века в посёлке располагалась бригада колхоза имени Г. М. Маленкова.

## Численность населения
| год                | 1930 | 1959 | 1979 | 1989 | 1996 | 2004 |
| ------------------ | ---- | ---- | ---- | ---- | ---- | ---- |
| количество жителей | 69   | 43   | 13   | 7    | 10   | 6    |